# Tormarp
Tormarp är en by i norra delen av Våxtorps socken, Laholms kommun.
Tormarp är dokumenterad 1692. Laga skifte förrättades i byn 1873. I samband med det anges byn bestå av 8 1/2 mantal som förmedlats till 3 5/6 mantal. På de nio jordeboksenheterna fanns då 18 bebodda hemman.
Väster om byn norr om ån ligger en ny bebyggelse som avgränsats till en småort Smedjeån. 